# Piotr Trochowski
Piotr Trochowski (Tczew (Polen), 22 maart 1984) is een Duits betaald voetballer van Poolse afkomst die bij voorkeur speelt als middenvelder. Hij tekende in juli 2015 een eenjarig contract bij FC Augsburg, dat hem transfervrij inlijfde. In oktober 2006 debuteerde hij in het Duits voetbalelftal, waarvoor hij meer dan dertig interlands speelde.

## Carrière
Op vijfjarige leeftijd verhuisde Trochowski met zijn familie naar Hamburg in de Bondsrepubliek. Zijn familie was van etnisch Duitse afkomst en kon de Duitse nationaliteit krijgen. Trochowski begon met voetballen bij SpVgg Billstedt Horn. Na ook een periode gespeeld te hebben voor SC Concordia Hamburg, werd hij in 1997 opgenomen in de jeugdopleiding van FC St. Pauli. Van daaruit stapte hij in 1999 over naar die van FC Bayern München, waarvoor hij in het seizoen 2002/03 zijn debuut in het betaald voetbal maakte.
Na dertien optredens in twee seizoenen bij Bayern, liet Trochowski zich in 2004 verkopen aan Hamburger SV, destijds getraind door Thomas Doll. Hij drong er in zijn tweede jaar door tot de basiself. In februari 2007 verlengde hij zijn contract in Hamburg tot aan de zomer van 2011.
Na het seizoen 2010/2011 vertrok Trochowski transfervrij naar Sevilla FC en tekende daar een contract tot de zomer van 2015. Op 15 september 2012 scoorde hij het enige doelpunt in een wedstrijd tegen Real Madrid door middel van een spectaculaire volley. Op 29 september 2012 viel hij uit met een kraakbeenblessure die hem voor de rest van het seizoen aan de kant hield. In aanloop naar het seizoen 2014-2015 werd duidelijk dat er voor Trochowski geen toekomst meer was bij Sevilla. De club ontbond daarop in september 2014 in samenspraak met de speler zijn nog één jaar doorlopende contract.
Na een jaar zonder club ging Trochowski meetrainen bij FC Augsburg, de nummer vijf van de Bundesliga in het voorgaande seizoen. Nadat hij ook een proefwedstrijd speelde, tekende hij in juli 2015 een contract tot medio 2016 bij de club.

## Nationaal team
Trochowski maakte op 7 oktober 2006 in een vriendschappelijke wedstrijd tegen Georgië zijn debuut voor de Duitse nationale ploeg. Bondscoach Joachim Löw nam hem twee jaar later mee naar het EK 2008, maar daarop kwam hij niet in actie. Löw liet hem wel spelen op het WK 2010. Trochowski maakte daarop zijn eerste speelminuten in de derde groepswedstrijd tegen Ghana (0-1 winst), toen hij in de 67e minuut inviel voor Thomas Müller. In de achtste finale tegen Engeland (4-1 winst) verving hij in de 72e minuut Miroslav Klose en in de kwartfinale tegen Argentinië (0-4 winst) in de 84e minuut nogmaals Müller. In de halve finale tegen Spanje (0-1 verlies) begon Trochowski in de basis en werd hij in de 62e minuut gewisseld voor Toni Kroos.
| WK-statistieken                  | Club         | Positie      | W |   |   | D | A |   |   |   |
| -------------------------------- | ------------ | ------------ | - | - | - | - | - | - | - | - |
| Duitsland op het WK voetbal 2010 | Hamburger SV | Middenvelder | 4 | 3 | 1 | 0 | 0 | 0 | 0 | 0 |

## Clubstatistieken
| seizoen     | club              | land               | competitie       | duels | goals |
| ----------- | ----------------- | ------------------ | ---------------- | ----- | ----- |
| 2002/03     | FC Bayern München | Vlag van Duitsland | Bundesliga       | 3     | 0     |
| 2003/04     | FC Bayern München | Vlag van Duitsland | Bundesliga       | 10    | 1     |
| 2004/05     | Hamburger SV      | Vlag van Duitsland | Bundesliga       | 3     | 0     |
| 2005/06     | Hamburger SV      | Vlag van Duitsland | Bundesliga       | 32    | 5     |
| 2006/07     | Hamburger SV      | Vlag van Duitsland | Bundesliga       | 26    | 2     |
| 2007/08     | Hamburger SV      | Vlag van Duitsland | Bundesliga       | 32    | 1     |
| 2008/09     | Hamburger SV      | Vlag van Duitsland | Bundesliga       | 33    | 6     |
| 2009/10     | Hamburger SV      | Vlag van Duitsland | Bundesliga       | 33    | 4     |
| 2010/11     | Hamburger SV      | Vlag van Duitsland | Bundesliga       | 21    | 2     |
| 2011/12     | Sevilla FC        | Vlag van Spanje    | Primera División | 35    | 1     |
| 2012/13     | Sevilla FC        | Vlag van Spanje    | Primera División | 6     | 2     |
| 2013/14     | Sevilla FC        | Vlag van Spanje    | Primera División | 18    | 0     |
| 2014/15     | Geen club         | -                  | -                | -     | -     |
| 2015/16     | FC Augsburg       | Vlag van Duitsland | Bundesliga       | 6     | 0     |
| Bijgewerkt: | 28 september 2015 |                    | Totaal           | 258   | 24    |

## Erelijst
| Competitie          |                |                |                |                |
| Competitie          | Aantal         | Jaren          |                |                |
| Bayern München      | Bayern München | Bayern München | Bayern München | Bayern München |
| ------------------- | -------------- | -------------- | -------------- | -------------- |
| Kampioen Bundesliga | 1x             | 2002/03        |                |                |
| DFB-Pokal           | 1x             | 2002/03        |                |                |
| Ligapokal           | 1x             | 2004           |                |                |
| Sevilla FC          |                |                |                |                |
| UEFA Europa League  | 1x             | 2013/14        |                |                |